# Netelia ornata
Netelia ornata är en stekelart som först beskrevs av Vollenhoven 1873.  Netelia ornata ingår i släktet Netelia och familjen brokparasitsteklar. Inga underarter finns listade i Catalogue of Life.